# Pánád
Pánád (Pănade), település Romániában, Erdélyben, Fehér megyében.

## Fekvése
A Kis-Küküllő jobb partján, Magyarbénye és Küküllőiklód közt fekvő település.

## Története
A település nevét 1290-ben Panad néven említették először, mikor Magnus fia János bán Pánádot 40 márkáért eladta Gyógyi András fiainak: Miklós comesnk és András vajdának, és ekkor leiratták határait is.
1332ben a Kán nemzetségbeli László vajda fiainak birtoka, kiktől Károly Róbert király hűtlenségük miatt elkobozta és Talmácsi Péternek adta.
1332-ben már egyházas hely volt. Papja ez évben 22 dénár pápai tizedet fizetett.
1910-ben 976 lakosából 28 magyar, 24 német, 924 román volt. Ebből 917 görögkatolikus, 24 református, 25 izraelita volt.
A trianoni békeszerződés előtt Kis-Küküllő vármegye Hosszúaszói járásához tartozott.

## Hivatkozások

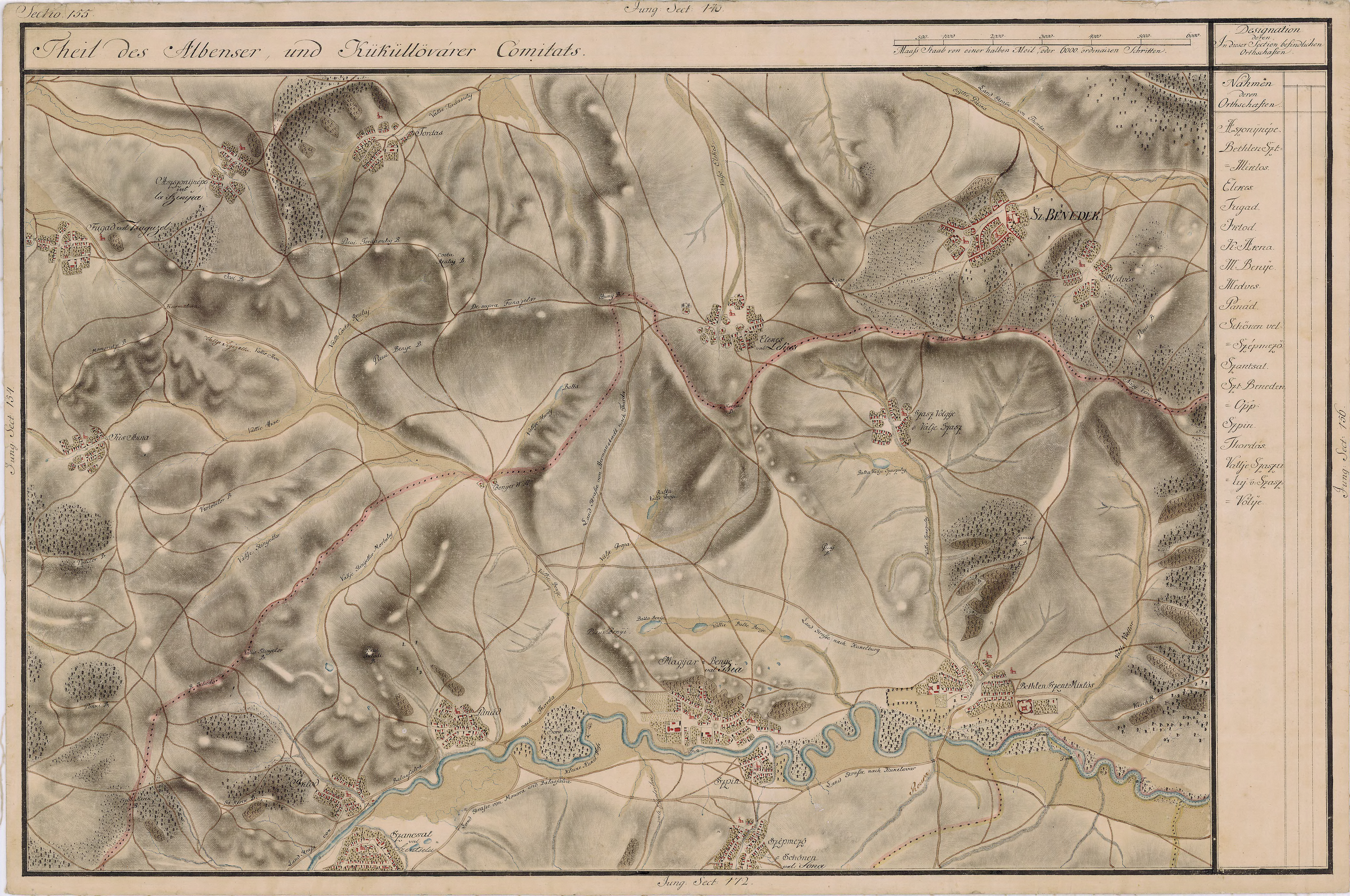
Pánád egy régi, 1700-as évekből való térképen